# Камп-приколица
Камп-приколица је прикључно возило, које се углавном вози са Б-категоријом. Намењено је за кампирање уз обалу и у унутрашњим камповима (углавном у Немачкој, Аустрији и Холандији). Новије приколице су опремљене кухињом, туш кабином, уграђеним фрижидером, алуминијастим шалонима против врућине, а неке су и климатизоване. Углавном су једноосовинске а има и двоосовнских.
У предњом делу имају бункер, где се налазе плинске боце за кухињу и спољашњи роштиљ.
Прва камп приколица направљена у Енглеској од компаније Бристол кериаж (Bristol Carriage Company) 1880. године.
Камповање је и облик живота сиромашних људии па тако и масовна појава у САД, где камп-приколице сачињавају читаве мале градове финансијски лоше ситуираних људи.
Најпознатије су приколице немачке производње (Кнаус, Хоби, Детлеф) а најквалитетније су такође немачке (Таберт и Фент), које су и најскуље.
Рок трајања камп-приколица је око 35-40 година.
На тлу бивше Југославије камп приколице су производили у Македонији (Треска) и у Словенији (Адрија). Адрија је још данас врло активна и већину извози у Немачку.

## Галерија
- Унутрашњост приколице Детлеф Кампер
- Кухиња у Детлефу
- Унутрашњост приколице Хоби
- Кнаус Судвинд